# Abu-Abd-Al·lah Muhàmmad ibn Àhmad ibn Hixam
Abu-Abd-Al·lah Muhàmmad ibn Àhmad ibn Hixam (àrab: أبو عبد الله محمد بن أحمد بن هشام, Abū Abd Allāh b. Muḥammad b. Aḥmad b. Hixām) fou cadi de Manurqa. El 1231 encapçalà la signatura del tractat de Capdepera, pel qual Manurqa se sotmetia a la sobirania de Jaume I al qual havia de lliurar importants tributs, a canvi de respectar la seva política interior, per la qual cosa Manurqa esdevingué, de fet, un estat musulmà pràcticament independent. Aquest tractat va tenir vigència fins a la Conquesta aragonesa de Menorca el 1287.
El 1234 fou destituït en un cop de mà per l'almoixerif (múixrif) Abu-Uthman Saïd ibn al-Hàkam al-Quraixí.